# Formaldehid dismutaza
Formaldehid dismutaza (EC 1.2.99.4, aldehidna dismutaza, kanizanaza, nikotinoprotein aldehidna dismutaza) je enzim sa sistematskim imenom formaldehid:formaldehid oksidoreduktaza. Ovaj enzim katalizuje sledeću hemijsku reakciju
2 formaldehid +H2O {\displaystyle \rightleftharpoons } format + metanol
Ovaj enzim sadrži čvrsto nekovalentno vezani NADP(H) kofaktor, kao i Zn2+ i 2+. Enzim iz Mycobakterija sp. DSM 3803 takođe katalizuje reakciju enzima EC 1.1.99.36, NDMA-zavisne alkoholne dehidrogenaza i EC 1.1.99.37, NDMA-zavisne metanolne dehidrogenaza. Formaldehid and acetaldehid modu da deluju kao donori. Formaldehid, acetaldehid i propanal mogu da deluju kao akceptori.

## Literatura
- Nicholas C. Price; Lewis Stevens (1999). Fundamentals of Enzymology: The Cell and Molecular Biology of Catalytic Proteins (Third изд.). USA: Oxford University Press. ISBN 019850229X.
- Eric J. Toone (2006). Advances in Enzymology and Related Areas of Molecular Biology, Protein Evolution (Volume 75 изд.). Wiley-Interscience. ISBN 0471205036.
- Branden C; Tooze J. Introduction to Protein Structure. New York, NY: Garland Publishing. ISBN 0-8153-2305-0.
- Irwin H. Segel. Enzyme Kinetics: Behavior and Analysis of Rapid Equilibrium and Steady-State Enzyme Systems (Book 44 изд.). Wiley Classics Library. ISBN 0471303097.

## Spoljašnje veze
- Formaldehyde+dismutase на 